# Paulo Guilherme de Württemberg
Paulo Guilherme de Württemberg (em alemão: Friedrich Paul Wilhelm, Herzog von Württemberg) (25 de junho de 1797 - 25 de novembro de 1860), foi um membro da Casa de Württemberg. Paulo era também um naturalista e explorador alemão que, no início do século XIX, levou a cabo várias expedições na América do Norte, norte de África e Austrália. Em 1829, descobriu a nascente do Rio Missouri.

## Família
Paulo Guilherme era o quinto filho do duque Eugénio Frederico de Württemberg e da sua esposa, a princesa Luísa de Stolberg-Gedern. Pelo lado do pai, Paulo Guilherme era neto do duque Frederico II Eugénio de Württemberg e da sua esposa, a marquesa Frederica de Brandemburgo-Schwedt. Era também sobrinho do primeiro rei de Württemberg, Frederico I.

## Expedições
Entre os anos de 1822 e 1824, Paulo Guilherme esteve envolvido numa grande viagem de pesquisa em Cuba e na América do Norte. Manteve um diário onde descrevia os lugares que visitava com grande detalhe cientifico e etnológico. Um artista que viajava com ele também desenhou as paisagens, plantas e animais que encontraram.
Paulo Guilherme dedicou-se principalmente ao estudo da América do Norte e do Sul. Passou muito tempo a explorar o oeste dos Estados Unidos e encontrou-se com o filho de Sacagawea, Jean Baptiste Charbonneau. Depois do seu encontro inicial em 1823, no rio Kansas, muito provavelmente arranjado por William Clark, Paulo Guilherme deixou o campo e dirigiu-se para norte com o veterano de Great Plains Toussaint Charbonneau, o pai de Jean Baptiste e o marido de Sacagawea foi contratado como intérprete. O grupo do duque passou cinco meses no sul do Missouri a visitar fortes, tribos indianas e a juntar dados científicos. Paulo Guilherme é também incluído como um dos primeiros exploradores das nascentes dos rios Mississipi e Missouri.

## Casamento e últimos anos
Paulo Guilherme casou-se com a princesa Maria Sofia de Thurn e Taxis, quarta filha de Carlos Alexandre, 5.º Príncipe de Thurn e Taxis e da sua esposa, a duquesa Teresa de Mecklemburgo-Strelitz, a 17 de abril de 1827 em Regensburg. Paulo Guilherme e Maria Sofia tiveram apenas um filho:
- Maximiliano de Württemberg (3 de setembro de 1828 - 28 de julho de 1888), casado com a princesa Hermínia de Schaumburg-Lippe; sem descendência.

O casal divorciou-se a 2 de maio de 1835. Após o final do casamento, Paulo Guilherme passou a viver no castelo Mergentheim, em Bad Mergentheim, onde mantinha uma grande colecção de vinhos que foi adquirindo durante as suas muitas viagens. Construiu um palácio, o palácio Paulusburg em Bad Carlsruhe na Silésia, mas o edifício só ficou completo no ano da sua morte.